# پایگاه هوایی گارد ملی کی فیلد
پایگاه هوایی گارد ملی کی فیلد (به انگلیسی: Key Field Air National Guard Base) یک فرودگاه است . این فرودگاه در کشور ایالات متحده آمریکا قرار دارد .